# Seitenkraftmessverfahren

Prinzip des Seitenkraftmessverfahrens

Das Seitenkraftmessverfahren (kurz SKM oder Sideway-force Coefficient Routine Investigation Machine, kurz SCRIM) ist ein in Großbritannien entwickeltes Prüfverfahren zur Messung der Griffigkeit von Straßenoberflächen aus Asphalt, Gussasphalt und Beton. Neben der Qualitätssicherung beim Neubau von Straßen dient es auch zur Bewertung von länger bestehenden Straßenoberflächen. 

## Messverfahren
Bei diesem Messverfahren wird mittels eines schnell fahrenden dynamischen Messfahrzeuges (Trägerfahrzeug ist ein 7,5 to bzw. größerer LKW > 12,0 to) durch eine Prüfvorrichtung in der rechten Radrollspur der Seitenkraftbeiwert ermittelt. Diese Ermittlung des Seitenkraftbeiwertes gibt die Griffigkeit der jeweilig geprüften Deckschichtart wieder. Das schnell fahrende dynamische Messfahrzeug besitzt eine linear geführte Messeinrichtung, die rechts in der Radrollspur zwischen Vorder und Hinterachse einbaut ist. Je nach Größe des Fahrzeugs wird mittels eines Wassertanks mit Volumen von 3,5 m³ bis 8 m³ Wasser mitgeführt. Durch eine Steuerung wird geschwindigkeitsabhängig das Wasser über ein Schlauchsystem an ein Wasserführungsschlitten geführt. Dieser Wasserführungsschlitten senkt sich mit der Prüfvorrichtung ab und erzeugt eine Wasserfilmdicke von etwa 0,5 mm.
Der verwendete speziell unprofilierte Messreifen setzt so zur Fahrbahn auf, dass er mit einem festvorgegebenen Winkel von 20° zur Radrollspur über die Fahrbahn gezogen wird. Im Zuge der möglichst geringen Reibung im Gesamtsystem und der vorher beschriebenen Schrägstellung wird in Kombination einer Druckmessdose die Kraft gemessen, die infolge der Reibung senkrecht zur Radachse entsteht und die das Rad in die Fahrtrichtung zurück drückt. Aus dem Verhältnis von der gemessenen Seitenkraft und der Radlast kann der Seitenkraftbeiwert μSCRIM (auch sideway-force coefficient, kurz SFC) berechnet werden. Das Verfahren kann nur jahreszeitlich begrenzt angewendet werden, da technische Vorgaben in den Richtlinien angegeben sind.

## Messfahrzeug
Diverse Computereinheiten, die in dem schnell fahrenden dynamischen Messfahrzeug verbaut werden, können weitere sensorische Kennwerte erfassen und speichern. Beispielsweise finden hier Temperaturmessungen des Wassers, der Luft, der Fahrbahn sowie des schräg leichtlaufenden Messrades statt, die in der Berechnung des Seitenkraftbeiwertes Berücksichtigung finden. 
Ein derartig schnell fahrendes dynamisches Messfahrzeug wird durch Baulastträger oder privatwirtschaftliche Unternehmen angefordert und testiert durch definierte Prüfabläufe eine Qualitätskontrolle, die in Begrifflichkeiten überführt werden wie Abnahme-, Kontrollprüfungen oder aber zum Ende der Verjährungsfristen. Bauartbedingt sind Weiterentwicklungen geschaffen worden, die die Größe bzw. den Einsatz auch in untergeordneten Streckennetzen ermöglichen (Leichtkraftfahrzeuge).

## Normen und Standards
- Technische Prüfvorschriften für Griffigkeitsmessungen im Straßenbau Teil: Seitenkraftmessverfahren (TP Griff-StB)